# Dundee Wanderers FC
Dundee Wanderers Football Club was een Schotse voetbalclub uit Dundee. De club werd opgericht in 1885 en opgeheven in 1913. De thuiswedstrijden werden in verschillende stadions gespeeld omdat de club zelf geen stadion in bezit had. Het laatste stadion waar in gespeeld werd was St Margaret's Park. De clubkleuren waren rood-wit.

## Naamswijzigingen
| Jaar | Naam                | Bijzonderheid        |
| ---- | ------------------- | -------------------- |
| 1885 | Wanderers           | Oprichting           |
| 1892 | Johnstone Wanderers | Samen met Strathmore |
| 1894 | Dundonians          | Naamswijziging       |
| 1894 | Dundee Wanderers    | Naamswijziging       |

## Stadions
| Seizoenen | Stadion                 |
| --------- | ----------------------- |
| 1885-1891 | Morgan Park             |
| 1891-1894 | Clepington Park         |
| 1894      | East Dock Street Ground |
| 1894-1909 | Clepington Park         |
| 1909-1910 | Geen stadion            |
| 1910-1913 | St Margaret's Park      |